# Fernando Santos (ator)
Fernando Santos (Lisboa, 17 de fevereiro de 1961) é um ator e diretor artístico português, considerado um dos mais influentes e respeitados transformistas em Portugal. Com uma carreira que se estende por várias décadas, como Deborah Krystall tornou-se numa das principais figuras na cena drag de Lisboa e do emblemático Finalmente Club, onde produz os seus espectáculos e é artista residente.

## Biografia
Estreou-se no transformismo em 1979, sob o nome de Suzy Flowers, num clube noturno anexo ao espaço onde mais tarde viria a instalar-se a discoteca Trumps, situado nas proximidades do Jardim do Príncipe Real, em Lisboa. Após a sua primeira atuação, recebeu um convite para atuar no Fórmula 1, uma discoteca da Amadora, conhecida pelos seus espetáculos de transformismo. Pouco depois, passou a encabeçar o espetáculo "Travestíssimo", partindo para o Porto, que lhe valeu destaque nas páginas do Jornal de Notícias. Sendo o espetáculo bem recebido, nos oito anos seguintes, produziu e protagonizou a tour "Night Star Show", com a qual percorreu todo o território continental português, a Ilha da Madeira e Espanha de norte a sul, atuando sob o nome Deborah Snake.
Inspirado pelas grandes divas da música e do cinema, regressado a Portugal, durante a década de 1990, adotou o nome artístico de Deborah Krystall, nome sob o qual se destacou pela sua forte presença em palco, performances emotivas e caracterização, começando a atuar no Finalmente Club, espaço onde tinha atuado pela primeira vez ainda nos anos 80. Decidido a experimentar outros palcos, em 1996 começou a atuar no teatro de revista, nomeadamente no Teatro Maria Vitória do Parque Mayer, tendo integrado o elenco principal de "Aqui há muitos gatos" de Hélder Freire Costa, entre outras peças teatrais. 
Nos anos 2000, com a nova administração do Finalmente Club, Fernando Santos foi convidado a regressar ao clube e a exercer o cargo de diretor de arte, tendo desde então desempenhado um papel crucial na curadoria e produção dos novos espetáculos e na formação das mais recentes gerações de artistas drag, assumindo-se ainda como uma referência incontornável da cena drag portuguesa. Como mentor e anfitrião, através do espetáculo "Lugar às Novas", realizado às segundas-feiras, o seu papel tornou-se fundamental na descoberta e promoção de novos talentos no cenário drag português.
Além dos palcos, é reconhecido pela sua atuação no filme "Morrer Como Um Homem" (2009), dirigido por João Pedro Rodrigues, onde interpretava a personagem Tónia, uma veterana do transformismo lisboeta em conflito com o tempo, o corpo e as relações amorosas, sendo a sua narrativa inspirada na vida e carreira da artista de drag portuguesa Ruth Bryden. O filme foi o candidato português para a nomeação ao Óscar de Melhor Filme Estrangeiro em 2010, tendo Fernando Santos recebido duas nomeações para a categoria de melhor Actor de Cinema nos Prémio Autores SPA/RTP, da Sociedade Portuguesa de Autores, e nos Globos de Ouro, organizados pelo canal de televisão SIC e a revista Caras.
É também um dos rostos mais emblemáticos da Gala Abraço, realizada anualmente para angariação de fundos da Associação Abraço e como campanha de sensibilização e prevenção do HIV, sendo um dos principais apresentadores da cerimónia, para além de ter assumido o cargo de direção artística das edições de 2015 e 2024.

## Filmografia
| Ano  | Título                                       | Formato                                                  | Personagem       | Notas                                       |
| ---- | -------------------------------------------- | -------------------------------------------------------- | ---------------- | ------------------------------------------- |
| 1999 | Débora                                       | Série de televisão                                       | Débora Cristal   | 1 episódio                                  |
| 1999 | Médico de Família                            | Série de televisão                                       |                  | 1 episódio                                  |
| 2000 | A Raiz do Coração                            | Longa-metragem de Paulo Rocha                            | Prazeres         | creditado Fernando Santos                   |
| 2007 | A Outra Margem                               | Longa-metragem de Luís Filipe Rocha                      | Edgar            | creditado Fernando Santos                   |
| 2009 | Morrer como um Homem                         | Longa-metragem de João Pedro Rodrigues                   | Tónia            | creditado Fernando Santos                   |
| 2015 | Aqui, em Lisboa: Episódios da Vida da Cidade | Segmento "L'Oiseau de la Nuit" de Marie Losier           | Deborah Krystall | creditado Fernando Santos                   |
| 2016 | Labirinto Ou Não Foi Nada                    | Vídeo musical de Gisela João                             | Deborah Krystall | creditado Fernando Santos / Deborah Kristal |
| 2019 | 3 Mulheres                                   | Série de televisão                                       | Kristal          | 1 episódio                                  |
| 2025 | Esta Mulher é um Homem                       | Longa-metragem documental de André Murraças e Flávio Gil | Deborah Krystall | [ 17 ]                                      |

## Prémios e Nomeações
Em 2009, foi nomeado na categoria de melhor Actor de Cinema pela Sociedade Portuguesa de Autores e nos Prémios Globos de Ouro, pela sua prestação na longa metragem Morrer como um Homem.
Em 2016, por ocasião do 40º aniversário do clube noturno Finalmente, recebeu o primeiro Troféu Finalmente – Prémio Internacional de Transformismo e Artes Cénicas, em reconhecimento à sua contribuição para a arte do transformismo em Portugal, sendo na mesma cerimónia homenageado com o mesmo galardão o ator e humorista Herman José.